# Samuel Medary

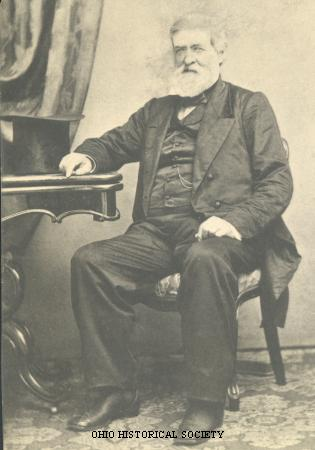
Samuel Medary

Samuel Medary (* 25. Februar 1801 im Montgomery County, Pennsylvania; † 7. November 1864 in Columbus, Ohio) war ein US-amerikanischer Politiker. Er war Gouverneur des Minnesota-Territoriums von 1857 bis 1858 und des Kansas-Territoriums von 1858 bis 1860.

## Frühe Jahre und politischer Aufstieg
Samuel Medary besuchte die örtlichen Schulen seiner Heimat in Pennsylvania. Er begeisterte sich für den Beruf des Journalisten und machte eine entsprechende Ausbildung. Im Jahr 1825 zog er nach Batavia in Ohio und wurde drei Jahre später Herausgeber der Zeitung „Ohio Sun“. Diese Zeitung stand Andrew Jackson und dessen Demokratischer Partei nahe. Medarys politische Laufbahn begann im Jahr 1834, als er für die Demokraten in das Repräsentantenhaus von Ohio gewählt wurde. Zwischen 1836 und 1838 saß er im Staatssenat. Dann kaufte er eine Zeitung in Columbus und gab ihr den neuen Namen „Ohio Statesmen“, deren Verleger und Herausgeber er bis 1857 bleiben sollte. Medary war 1844 Delegierter zur Democratic National Convention in Baltimore, wo er die Präsidentschaftskandidatur von James K. Polk unterstützte. Im Jahr 1856 fungierte er als Präsident des Parteitages in Cincinnati, auf dem James Buchanan für das Amt des US-Präsidenten nominiert wurde.

## Territorial-Gouverneur von Minnesota und Kansas
Im März 1857 wurde Medary von Präsident Buchanan zum letzten Gouverneur des Minnesota-Territoriums ernannt. Dort überwachte er den Übergang des Gebietes von einem Territorium zu einem regulären Bundesstaat. Seine Amtszeit endete, nachdem Minnesota im Mai 1858 in die USA aufgenommen worden war. Danach war er kurzzeitig Leiter der US-Bundespost in Columbus. Anschließend wurde er für zwei Jahre neuer Gouverneur des Kansas-Territoriums. Im Vorfeld des Bürgerkrieges kam es dort damals zu blutigen Unruhen. Der Streit ging um die Frage der Sklaverei. In seiner Amtszeit zeichnete sich aber bereits der weitere Weg von Kansas ab, das dann 1861 als sklavenfreier Staat in die Union aufgenommen wurde. Im Dezember 1860 trat Medary von seinem Posten zurück, nachdem er bei den ersten Gouverneurswahlen des neuen Staates gegen Charles L. Robinson unterlegen war. Sein Staatssekretär George M. Beebe bereitete dann den Übergang von der Territorialregierung zum neuen Bundesstaat vor und übergab im Februar 1861 die Amtsgeschäfte an Robinson.
Nach seiner Zeit in Kansas kehrte Medary nach Columbus zurück. Dort gab er bis zu seinem Tod im Jahr 1864 die Zeitung „The Crisis“ heraus.